# بيدرو فرنانديز دي لوغو
بيدرو فرنانديز دي لوغو (بالإسبانية: Pedro Fernández de Lugo)‏ هو مستكشف إسباني، ولد في 1475 في إشبيلية في إسبانيا، وتوفي في 1536 في سانتا مارتا في كولومبيا.